# Cardamine albertii
Cardamine albertii är en korsblommig växtart som beskrevs av Otto Eugen Schulz. Cardamine albertii ingår i släktet bräsmor, och familjen korsblommiga växter.

## Underarter
Arten delas in i följande underarter:
- C. a. albertii
- C. a. minor